# Lance Thomas
Lance Thomas, né le 24 avril 1988 à Brooklyn (New York), est un joueur américain de basket-ball. Il évolue aux postes d'ailier et d'ailier fort.

## Biographie
Lance Thomas rejoint les Knicks de New York début janvier 2015 dans le cadre d'un transfert impliquant trois franchises, les Knicks de New York, les Cavaliers de Cleveland et le Thunder d'Oklahoma City. Il est coupé le jour de son arrivée. Cependant il signe un contrat de 10 jours, 3 jours après.
Le 9 juillet 2015, il resigne aux Knicks pour une saison et 1,6 million de dollars.
Le 30 juin 2019, il est coupé par les Knicks de New York.
Le 13 juillet 2020, il signe jusqu'à la fin de saison avec les Nets de Brooklyn.

## Records sur une rencontre en NBA
Les records personnels de Lance Thomas en NBA sont les suivants, :
| Type de statistique        | Saison régulière | Saison régulière        | Saison régulière | Playoffs | Playoffs           | Playoffs     |
| Type de statistique        | Record           | Adversaire              | Date             | Record   | Adversaire         | Date         |
| -------------------------- | ---------------- | ----------------------- | ---------------- | -------- | ------------------ | ------------ |
| Points                     | 24               | 2 fois                  | 2 fois           | 4        | Raptors de Toronto | 23 août 2020 |
| Paniers marqués            | 9                | 2 fois                  | 2 fois           | 1        | Raptors de Toronto | 23 août 2020 |
| Paniers tentés             | 16               | @ 76ers de Philadelphie | 3 mars 2017      | 2        | 2 fois             | 2 fois       |
| Paniers à 3 points réussis | 3                | 10 fois                 | 10 fois          | -        | -                  | -            |
| Paniers à 3 points tentés  | 7                | Pacers de l'Indiana     | 14 mars 2017     | 1        | 2 fois             | 2 fois       |
| Lancers francs réussis     | 12               | @ Nuggets de Denver     | 9 mars 2012      | 2        | Raptors de Toronto | 23 août 2020 |
| Lancers francs tentés      | 14               | @ Nuggets de Denver     | 9 mars 2012      | 2        | 2 fois             | 2 fois       |
| Rebonds offensifs          | 5                | 3 fois                  | 3 fois           | 1        | Raptors de Toronto | 23 août 2020 |
| Rebonds défensifs          | 9                | Nets de Brooklyn        | 16 mars 2017     | 2        | Raptors de Toronto | 23 août 2020 |
| Rebonds totaux             | 13               | @ Celtics de Boston     | 12 novembre 2014 | 3        | Raptors de Toronto | 23 août 2020 |
| Passes décisives           | 6                | @ Celtics de Boston     | 12 novembre 2014 | -        | -                  | -            |
| Interceptions              | 3                | 2 fois                  | 2 fois           | -        | -                  | -            |
| Contres                    | 2                | 5 fois                  | 5 fois           | 1        | Raptors de Toronto | 21 août 2020 |
| Balles perdues             | 5                | 2 fois                  | 2 fois           | -        | -                  | -            |
| Minutes jouées             | 46               | @ Rockets de Houston    | 26 avril 2012    | 7        | Raptors de Toronto | 23 août 2020 |

- Double-double : 1
- Triple-double : 0

Dernière mise à jour : 15 novembre 2020

## Records personnels en D-League
Les records personnels de Lance Thomas, officiellement recensés par la D-League sont les suivants :
| Type de statistique        | Saison régulière | Saison régulière                | Saison régulière |
| Type de statistique        | Record           | Adversaire                      | Date             |
| -------------------------- | ---------------- | ------------------------------- | ---------------- |
| Points                     | 25               | @ Legends du Texas              | 26 novembre 2011 |
| Paniers marqués            | 10               | @ Skyforce de Sioux Falls       | 7 décembre 2010  |
| Paniers tentés             | 16               | @ Bighorns de Reno              | 15 janvier 2012  |
| Paniers à 3 points réussis | 1                | Thunderbirds du Nouveau-Mexique | 24 février 2011  |
| Paniers à 3 points tentés  | 3                | 2 fois                          |                  |
| Lancers francs réussis     | 10               | @ Legends du Texas              | 21 février 2011  |
| Lancers francs tentés      | 14               | Thunderbirds du Nouveau-Mexique | 24 février 2011  |
| Rebonds offensifs          | 10               | 66ers de Tulsa                  | 2 décembre 2011  |
| Rebonds défensifs          | 9                | Thunderbirds du Nouveau-Mexique | 29 janvier 2011  |
| Rebonds totaux             | 16               | 66ers de Tulsa                  | 2 décembre 2011  |
| Passes décisives           | 4                | 4 fois                          |                  |
| Interceptions              | 4                | Thunderbirds du Nouveau-Mexique | 26 février 2011  |
| Contres                    | 2                | 3 fois                          |                  |
| Balles perdues             | 6                | @ Legends du Texas              | 11 mars 2011     |
| Minutes jouées             | 41               | Thunderbirds du Nouveau-Mexique | 29 janvier 2011  |

- Double-double : 6 (au 27/01/2012)
- Triple-double : aucun.